# Jong Ambon (jongerenorganisatie)
Jong Ambon (Indonesisch: Ambon Muda) was een Nederlands-Indische jongerenorganisatie die in 1917 te Batavia was opgericht. De vereniging had als doel de relaties tussen Ambonese jongeren die van Ambon naar Java kwamen te versterken, gezamenlijk na te denken over de economische, maatschappelijke en politieke vraagstukken betreffende Ambon en haar inwoners, en deel te nemen aan de bevordering van de Molukse cultuur.

## Geschiedenis
De jongerenbeweging Jong Ambon werd in Batavia opgericht in 1917 door de studenten van de STOVIA onder leiding van Dokter J. Kayadu naar voorbeeld van de vereniging Jong Java. De vereniging had als doel de relaties tussen Ambonese jongeren en studenten die van Ambon komen te versterken en deel te nemen aan het bevorderen van de Molukse cultuur. De jongeren volgden hun opleidingen op de Nederlandse scholen en namen ook deel aan de door Nederlanders georganiseerde sportcompetities, waaronder met de befaamde sportafdelingen Jong Ambon (voetbal), Jong Ambon (schaken), of Jong Ambon (korfbal).
In 1918 verzocht Jong Ambon aan het bestuur van het Nederlands-Indisch Congres voor Opvoeding en Onderwijs om ook Hoger Onderwijs aan te kunnen bieden in Nederlands-Indië, zodat dat een Indisch intellectueel hiervoor niet langer naar Nederland hoefde te gaan.
In april 1919 onderstreepte de progressieve vereniging haar standpunten voor neutraal onderwijs (tot dan uitsluitend Christelijk), tegen de Christelijke levensopvattingen en de oproep om te breken met de tradities en het Oranjehuis.
Deze organisatie sloot zich later aan bij een grotere organisatie genaamd Ambon Unie die op 9 mei 1920 werd opgericht door Alexander Jakop Patty in Semarang en die veel steun kreeg van Molukse KNIL-soldaten. Geconfronteerd hiermee, dreigde de Nederlands-Indische regering met ontslag tegen de leden die bij deze organisatie betrokken waren.
Door de leden werd nagedacht om Ambon uit zijn achtergebleven economische, maatschappelijke en politieke toestand te krijgen. Volgens de politieke tendens van destijds werd de Indonesische eenheidsgedachte gepropageerd, waarna men ook streefde voor eenheid door alle jeugdbewegingen zoals Jong Java, Jong Sumatra, Jong Bantan, Jong Minahassa, Jong Celebes en Jong Ambon samen te smelten tot Indonesia Moeda, ook wel Jong Indonesië. Jong Ambon behoorde echter tot één van de jeugdbewegingen die in 1922 niet tot een fusie wilden overgaan en daarom door de andere nationalistische jongerenbewegingen beticht werd als "provincialistisch". In tegenstelling tot andere inheemse jeugdbewegingen, stond het bestuur van Jong Ambon voor een meer gematigde koers, waar het streefde naar vrijheid voor Indonesië, maar de leuzen zoals ‘Indonesië los van Nederland’ verwerpt. Zij streefden naar zelfbestuur met wettige middelen binnen een Nederlands staatsverband.
Op het Bandoengsche congres van 1924 onderstreepten de inheemse jeugdbewegingen, waaronder Jong Ambon, ditmaals wel het eenheidsbeginsel, hoewel de verenigingen het eens geworden waren omtrent het doel, waren zij dat nog niet over de wijze waarop zij de eenheid van Indonesië tot verwezenlijking zouden gaan brengen.
Onder het voorzitterschap van Johannes Leimena was Jong Ambon betrokken bij het Tweede Indonesisch Jeugdcongres op 27 en 28 oktober 1928 in Batavia. Daar formuleerden de verschillende jongerenbewegingen de revolutionaire doelen: "één land - Indonesië, één volk - het Indonesische volk, en één taal - Indonesisch". Dit congres zou later gezien worden als de voedingsbodem van de Indonesische nationale beweging. Op 31 december 1930 werd Indonesia Moeda formeel opgericht, waarin de verschillende bevolkingsgroepen van Indonesië in federatief verband de verwezenlijking van het doel zouden beogen. De eigen identiteit van elke beweging bleef echter en werd van tijd tot tijd ook bron van discussie en frictie.
De fusie bleek in de praktijk slechts theoretisch, want veel jeugdbewegingen bleven ondanks de fusie in de praktijk voortbestaan. De datum waarop Jong Ambon ontbonden was, is vooralsnog onbekend.
Na de soevereiniteitsoverdracht aan de Verenigde Staten van Indonesië (VSI) in 1949 ontstond er een scheuring binnen de prominente (oud-)leden van Jong Ambon. Voormalig voorzitter Johannes Leimena was voorstander van de eenheidsstaat Indonesië onder president Soekarno en werd Minister van Indonesië, terwijl voormalig secretaris Dr. Th. A.H. Pattiradjawane, nadat hij jarenlang lid was van de KNIP, voorstander was van een Indonesische federatie, maar — nadat de Javanen onder de naam Republik Indonesia de andere deelstaten bezetten — Minister van gezondheid werd van de uitgeroepen Republiek der Zuid-Molukken.